# Causse de Limogne

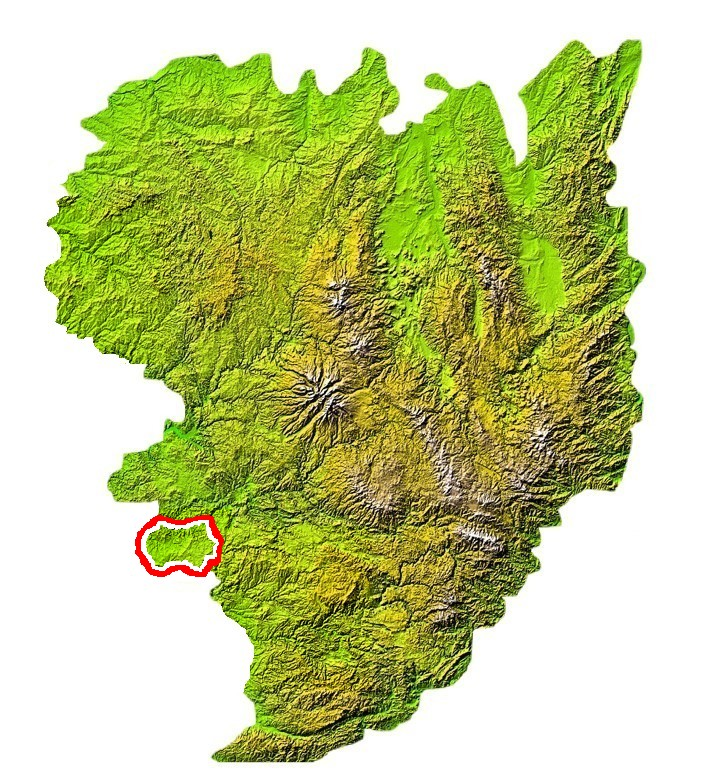
locatie van de Causse de Limogne binnen het Centraal Massief

Causse de Limogne is een kalkhoogvlakte (causse) in het departement Lot in Frankrijk, gelegen tussen de Lot in het noorden en de Aveyron in het zuiden. Het is de meest zuidelijke van de Causses du Quercy gelegen bij Limogne-en-Quercy.
De Causse de Limogne ligt bij de heuvels van Rouergue. Het is een dunbevolkt gebied met bomen en struikgewas.